# 지쿠린

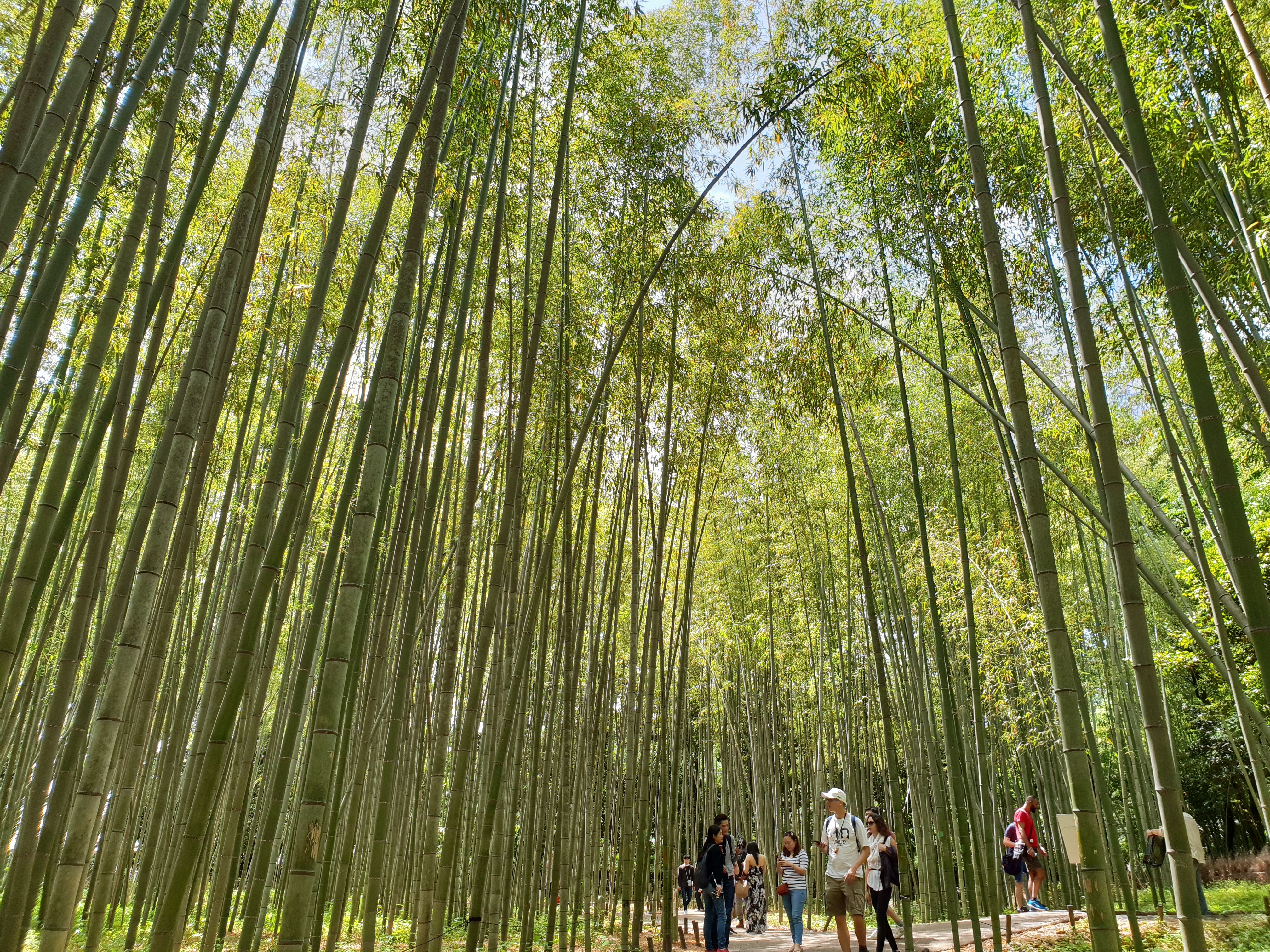
지쿠린

지쿠린(竹林)는 일본 교토시 아라시야마에 위치한 대나무 숲이다. 일본 환경성에서 발표한 "일본의 사운드스케이프(Soundscape) 100선"에 포함되어 있으며 주로 모소대나무로 이루어져있어 방문객을 위한 산책로가 잘 정비되어 있다.